# Ivașkivți, Șarhorod
Ivașkivți (în ucraineană Івашківці) este o comună în raionul Șarhorod, regiunea Vinnița, Ucraina, formată numai din satul de reședință.

## Demografie
Componența lingvistică a satului Ivașkivți
     Ucraineană (99,74%)
     Alte limbi (0,26%)
Conform recensământului din 2001, majoritatea populației satului Ivașkivți era vorbitoare de ucraineană (99,74%), existând în minoritate și vorbitori de alte limbi.